# Jamesport (Nowy Jork)
Jamesport – jednostka osadnicza w Stanach Zjednoczonych, w stanie Nowy Jork, w hrabstwie Suffolk.